# Pierre Bastou
Pierre Bastou, est un footballeur puis entraîneur français, né le 1er août 1973 à La Ciotat. Il évolue au poste de milieu de terrain durant les années 1990.
Formé à l'AS Saint Étienne, il joue ensuite au Aurillac FCA et à l'ASF Andrézieux dont il devient ensuite l'entraîneur.

## Carrière
Il débute dans le club de l'AS Mazargues. 
Dès mai 1989, il est sélectionné en équipe de France juniors B2 pour un match contre l'Écosse.
Il arrive à AS Saint Étienne à l’âge de 14 ans et grandit tous les échelons jusqu’au stade des professionnels,.

## Statistiques
Le tableau ci-dessous retrace la carrière professionnelle de Pierre Bastou.

| Saison                | Club                  | Championnat           | Championnat | Championnat | Coupe(s) nationale(s) | Coupe(s) nationale(s) | Total | Total |
| Saison                | Club                  | Division              | M.          | B.          | M.                    | B.                    | M.    | B.    |
| 1994-1995             | AS Saint-Étienne      | 1                     | 14          | 0           | 1                     | 0                     | 15    | 0     |
| 1995-1996             | AS Saint-Étienne      | 1                     | 19          | 0           | 1                     | 1                     | 20    | 1     |
| 1996-1997             | AS Saint-Étienne      | 2                     | 11          | 0           | 2                     | 0                     | 13    | 0     |
| 1997-1998             | AS Saint-Étienne      | 2                     | 4           | 1           | -                     | -                     | 4     | 1     |
| Total sur la carrière | Total sur la carrière | Total sur la carrière | 48          | 1           | 4                     | 1                     | 52    | 2     |